# Mitschurino (Kaliningrad, Bagrationowsk)
Mitschurino (Мичурино, deutsch Klaussitten und Koschellen) war der Name eines Ortes in der russischen Oblast Kaliningrad (Gebiet Königsberg (Preußen)) zweier ehemals eigenständiger Orte in Ostpreußen. Deren Ortsstellen gehören heute zum Munizipalkreis Rajon Bagrationowsk (Stadtkreis Preußisch Eylau).

## Geographische Lage
Die Ortsstellen der beiden Mitschurino genannten ehemaligen Orte Klaussitten und Korschellen liegen im südlichen Westen der Oblast Kaliningrad, beide etwa 26 Kilometer nordöstlich der früheren Kreisstadt Heiligenbeil (russisch Mamonowo) und 23 Kilometer nordwestlich der heutigen Rajonshauptstadt Bagrationowsk (deutsch Preußisch Eylau).

## Geschichte

### Bis 1945

#### Klaussitten
Geographische Lage von Klaussitten
Der 1427 als Clawithen erstmals erwähnte Ort bestand aus mehreren kleinen und großen Höfen. Nach 1427 wurde er Clausiten, nach 1437 Claußitten, nach 1785 Claussitten und nach 1905 bis 1950 Klaussitten genannt. Am 11. Juni 1874 kam die Landgemeinde Claussitten zum neu gebildeten Amtsbezirk Kukehnen (russisch Ladoschskoje) im ostpreußischen Kreis Heiligenbeil. Das Dorf Klaussitten zählte im Jahre 1910 44 Einwohner.
Am 30. September 1928 vergrößerte sich Klaussitten um die Nachbarorte Bükühnen und Klein Klingbeck (keine russischen Namen bekannt) sowie den heute beigegebenen Ort Korschellen, die alle drei eingemeindet wurden. Die Zahl der Einwohner der auf diese Weise neu formierten  Landgemeinde belief sich 1933 auf 217 und 1939 auf 206.
In Kriegsfolge kam Klaussitten 1945 mit dem gesamten nördlichen Ostpreußen zur Sowjetunion, hieß aber noch bis 1950 Klaussitten.

#### Korschellen
Geographische Lage von Korschellen
Die Zeit der Gründung des Gutsortes Corsellen – nach 1582 Korsellen und vor 1705 bis 1950 Korschellen genannt – ist nicht bekannt. 1874 kam Korschellen wie Klaussitten zum Amtsbezirk Kukehnen (Ladoschskoje) im Heiligenbeiler Kreis in Ostpreußen. Der Gutsbezirk Korschellen zählte im Jahre 1910 69 Einwohner.
Ab dem 30. September 1928 gehörte Korschellen als Ortschaft zur Landgemeinde Klaussiten, in die es eingegliedert wurde. Im Jahre 1945 kam Korschellen wie auch Klaussitten in Kriegsfolge zur Sowjetunion, behielt aber auch noch bis 1950 den deutschen Namen Korschellen.

### Ab 1945

#### Mitschurino
In der damals sowjetischen Oblast Kaliningrad, dem früheren Nordostpreußen, wurde im Jahre 1947 der Kornewski selski Sowet/okrug (Dorfsowjet Kornewo (deutsch Zinten)) errichtet. Die beiden Ortschaften Klaussitten und Korschellen wurde eingegliedert. Im Jahre 1950 erhielten beide Orte ihre Umbenennung unter den gemeinsamen Namen „Mitschurino“. Beide waren anfangs noch besiedelt, doch sie verwaisten bereits in den 1950er Jahren immer mehr, bis sie ganz aufgegeben wurden. Mitschurino wird heute nicht mehr genannt und gilt offiziell als untergegangen.
Die Ortsstelle liegt heute im Munizipalkreis Rajon Bagrationowsk (Stadtkreis Preußisch Eylau) in der Oblast Kaliningrad der Russischen Föderation.

## Religion
Bis 1945 waren sowohl Klaussitten als auch Korschellen in das Kirchspiel der evangelischen Kirche Zinten (russisch Kornewo) in der Kirchenprovinz Ostpreußen der Kirche der Altpreußischen Union eingegliedert. Römisch-katholischerseits gehörten beide Orte zum Bistum Ermland.

## Verkehr
Die Ortsstelle Mitschurino mit den beiden früheren Ortschaften Klaussitten und Korschellen ist kaum noch zu erkennen. Die Ortsstelle Klaussitten befindet sich westlich der heutigen Kommunalstraße 27A-089 (hier auf der Trasse der einstigen Reichsstraße 126), die von Kornewo (Zinten) über Medowoje (Sollnicken) nach Swetloje (Kobbelbude) verläuft. Direkt an eben dieser Straße liegt die Ortsstelle Korschellen, zu der außerdem eine Nebenstraße von Pobereschje (Schnakeinen) über Sosnowka (Groß Labehnen) führt.